# Janja Miklavčič
Janja Miklavčič, slovenska pisateljica, prevajalka in publicistka, * 3. januar 1863, Ljubljana, † 1952.
Miklavčičeva je ljudsko šolo obiskovala v Šentvidu pri Stični in Ljubljani, ter učiteljišče v Ljubljani (1878–1882). Službovala je v Lipaljavesi na Koroškem (1882–1887), Bohinjski Bistrici (do sept. 1889), Šentvidu pri Ljubljani (do sept. 1894), nato v Kranju, od maja 1921 kot nadučiteljica in šolska voditeljica; upokojena nov. 1924. Po upokojitvi je živela v Kranju.
Miklavčičeva je že od leta 1885 sodelovala z izvirnimi prispevki in prevodi v raznih revijah. Poslovenila in deloma našim razmeram je prikrojila povest Italijanskega pisatelja E. de Amicisa Srce  (povest za dečke, Lj. 1891, 1929). Zbrala in objavila je nekaj zgodovinskega gradiva o naših ženskih učiteljiščih (Slovenska žena, 1926); od 1930 je objavljala članke reviji Žena in dom.